# Пуерто Бакверизо Морено
Пуерто Бакверизо Морено (шп. Puerto Baquerizo Moreno) је главни град Галапагос острва и истоимене покрајине у саставу Еквадора. Град је смештен на југозападном делу острва Сан Кристобал. У граду живи, према проценама из 2010. године, 6.672 становника а у ширем подручју града 7.475 становника.

## Партнерски градови
- Чапел Хил